# Begonien
Begonien (Begonia), auch Schiefblatt genannt, sind eine Pflanzengattung in der Familie der Schiefblattgewächse (Begoniaceae). Zur Gattung Begonia gehören mehr als 1800 Arten (Stand 2018), damit gehört sie zu den artenreichsten Pflanzengattungen.
Viele Arten und Sorten der Gattung Begonien (Begonia) werden wegen ihres farbenprächtigen Laubes oder ihrer eindrucksvollen Blüten als Zierpflanzen in Räumen oder als Beet- und Balkonpflanzen gepflegt.

## Beschreibung

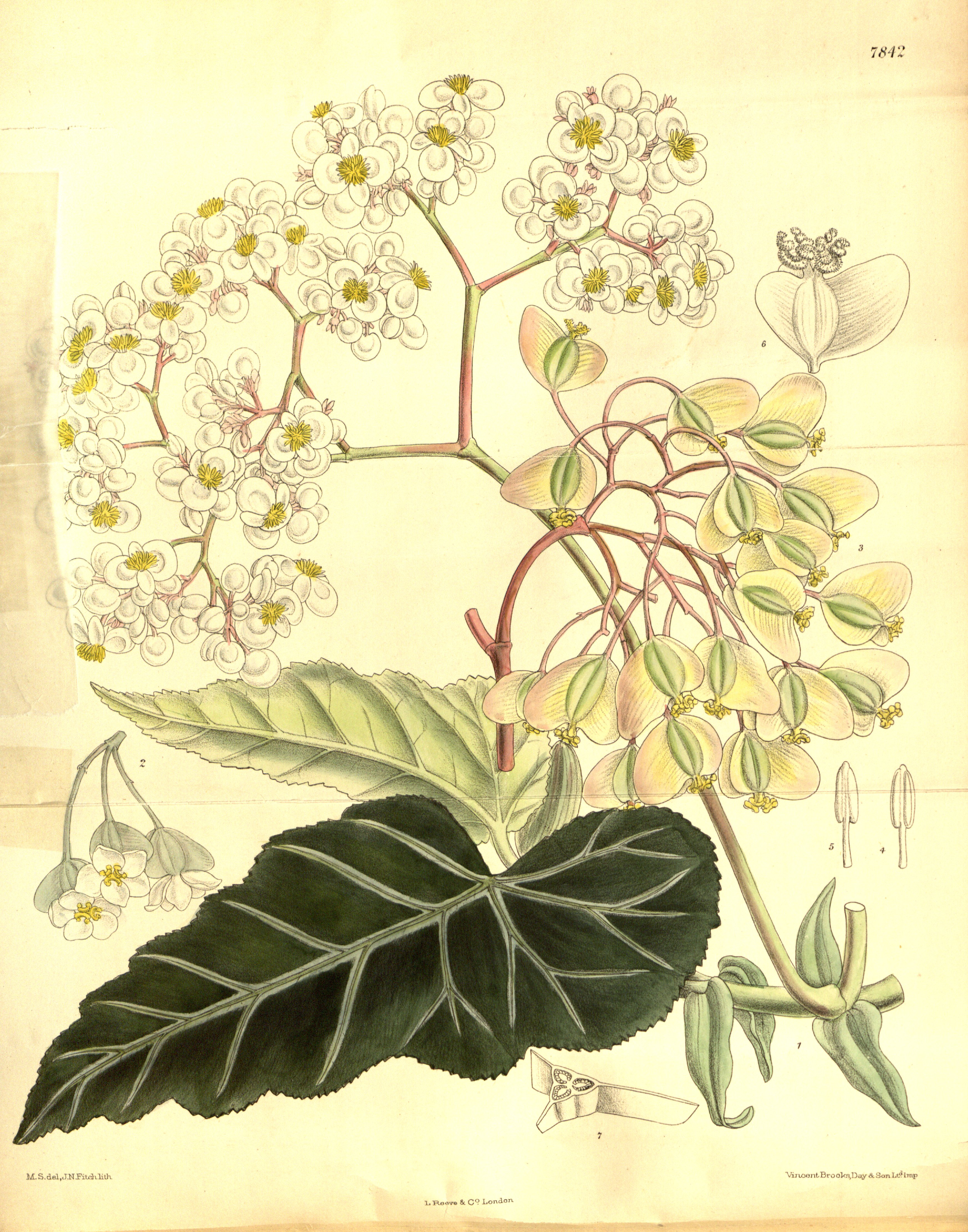
Illustration von Begonia angularis

### Vegetative Merkmale
Begonia-Arten wachsen selten als einjährige, meist als ausdauernde krautige Pflanzen und seltener als Halbsträucher bis Sträucher, die Wuchshöhen von nur wenigen Zentimetern bis zu 3 Metern erreichen. Viele Arten sind mehr oder weniger sukkulent. Viele Arten bilden Rhizome oder Knollen aus. Die Stängel können aufrecht, kriechend oder hängend sein; manchmal sind sie auch sehr kurz und die Blätter stehen mehr oder weniger in grundständigen Rosetten. Selten klettern sie mit Adventivwurzeln oder bilden Stolonen aus.
Die Nebenblätter umhüllen Blattstiel und Stängel. Die wechselständigen und spiralig oder zweizeilig, grundständig oder am Stängel verteilt angeordneten Laubblätter sind gestielt und brechen oft leicht. Sie besitzen in der Regel asymmetrische Blattspreiten, die meist einfach, selten zusammengesetzt sind. Der Blattrand kann unregelmäßig gesägt oder manchmal glatt sein. Die Blattspreiten sind fiedernervig.

### Generative Merkmale
Begonien sind einhäusig getrenntgeschlechtig (monözisch), es gibt also weibliche und männliche Blüten auf einer Pflanze. Die Blüten sind fünfzählig. Die Blütenhüllblätter sind gleichgestaltet, also nicht in Kelch und Krone getrennt (Tepalen). In den männlichen Blüten sind nur zwei oder vier Blütenhüllblätter (wobei die äußeren zwei deutlich größer sind als die inneren) und meist viele Staubblätter vorhanden. In den weiblichen Blüten sind zwei bis fünf (bis zehn) Blütenhüllblätter vorhanden. Zwei bis fünf (selten bis sieben) Fruchtblätter sind zu einem geflügelten, unterständigen Fruchtknoten verwachsen.
Sie bilden meist Kapselfrüchte, die oft asymmetrisch geflügelt sind und sehr viele, sehr kleine Samen enthalten. Die feinen Samen werden vom Wind verbreitet. Einige Arten bilden beerenartige Früchte, die von Tieren gefressen werden.

## Verbreitung
Begonia-Arten lassen sich weltweit in feuchten tropischen und subtropischen Regionen finden. Die meisten Begonia-Arten sind in Südamerika beheimatet. Nur eine Art, Begonia grandis, gedeiht in gemäßigten Breiten in den westlichen Hügeln in der Nähe von Peking und ist auch in Mitteleuropa an geschützten Stellen winterhart.

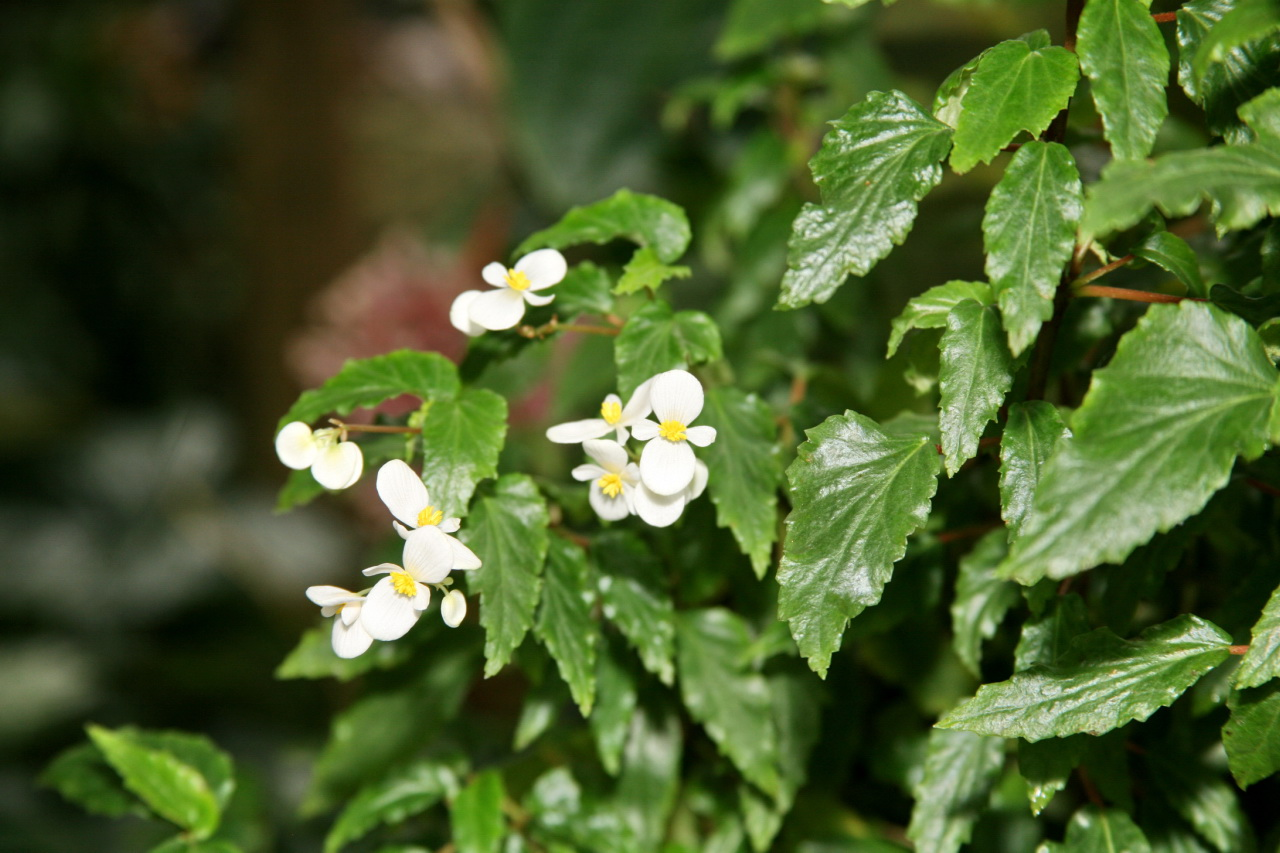
Ilexblättrige Begonie (Begonia acutifolia)

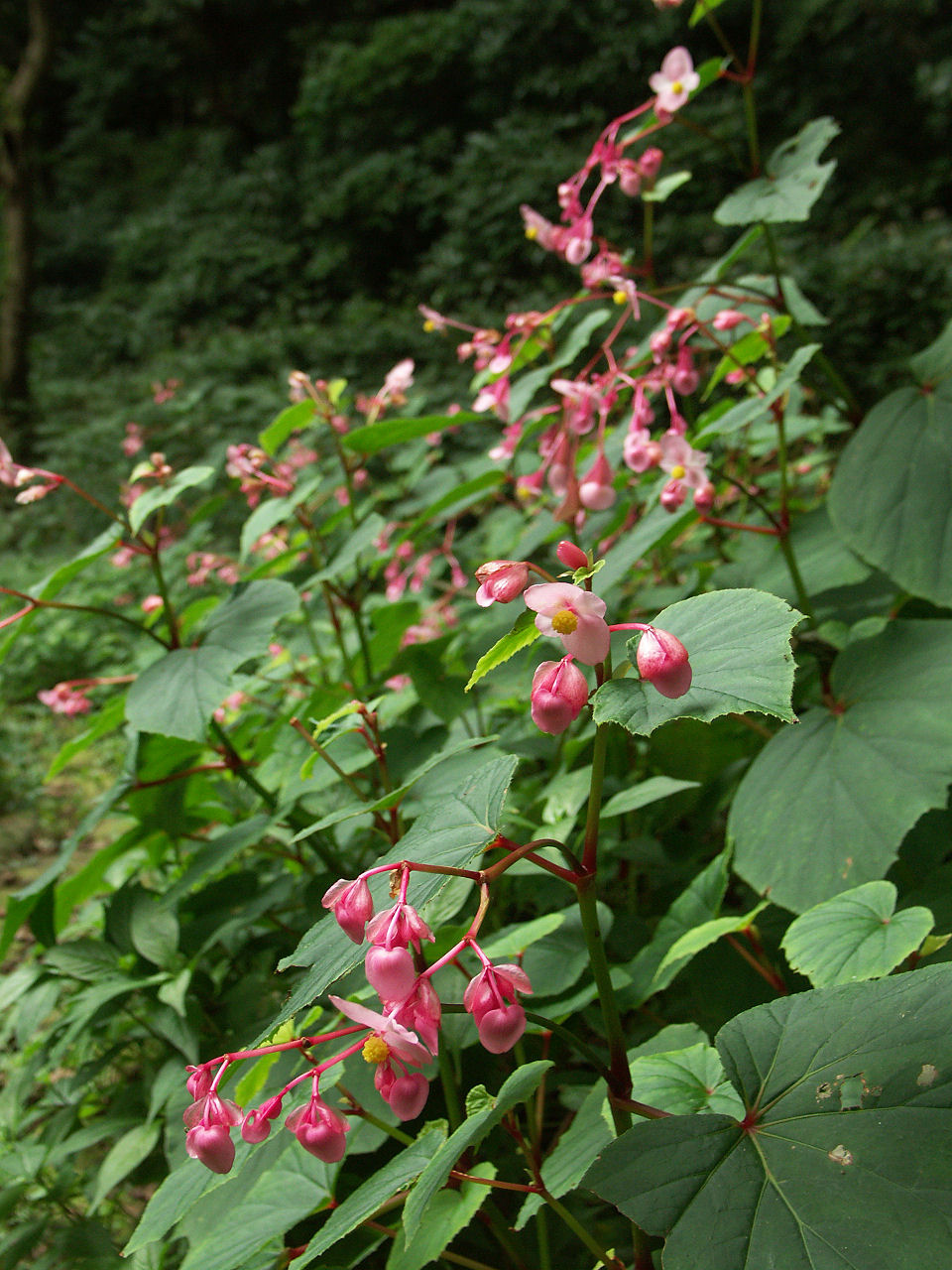
Winterharte Begonie (Begonia grandis subsp. grandis)

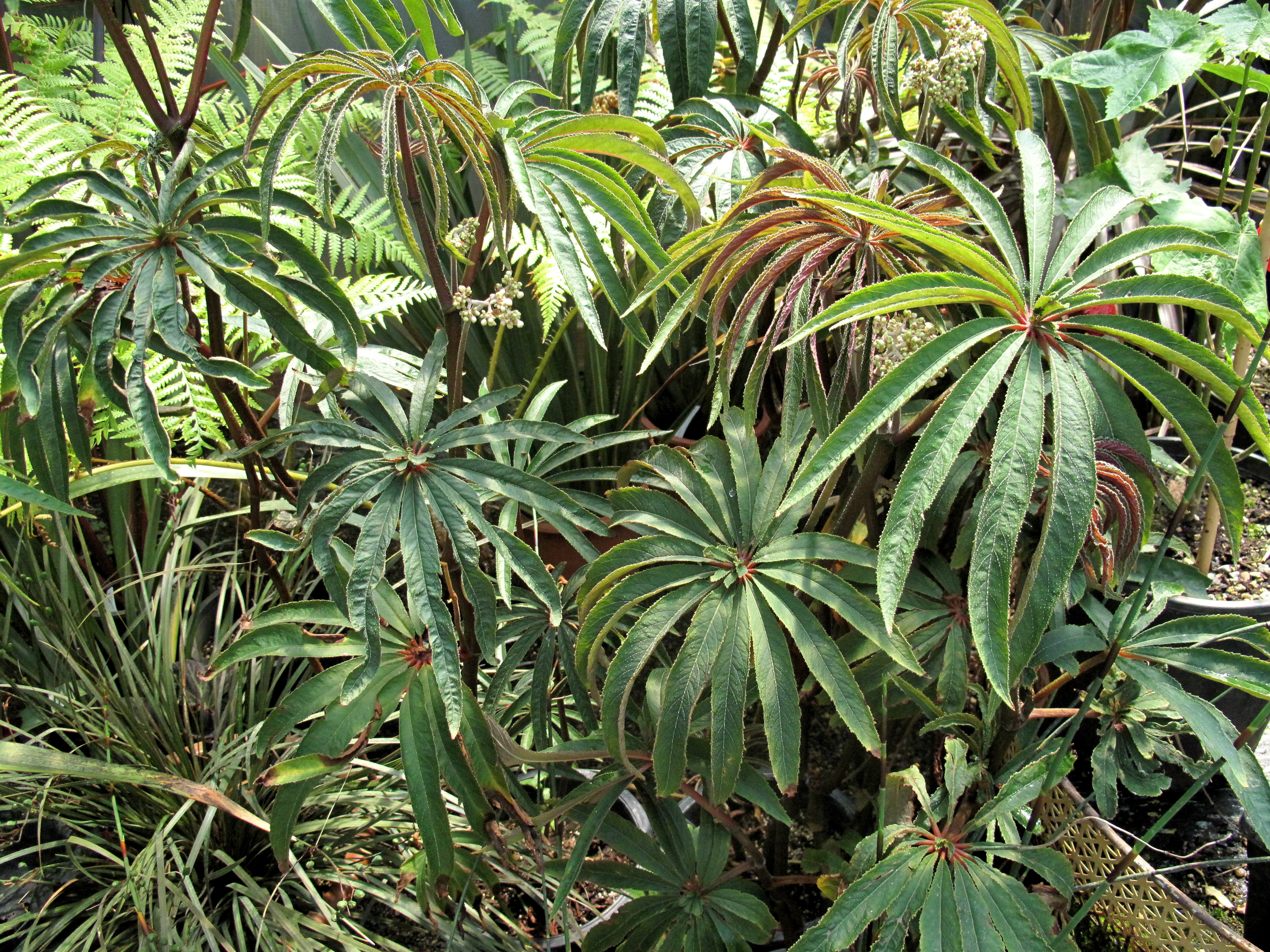
Palmblättrige Begonie (Begonia luxurians)

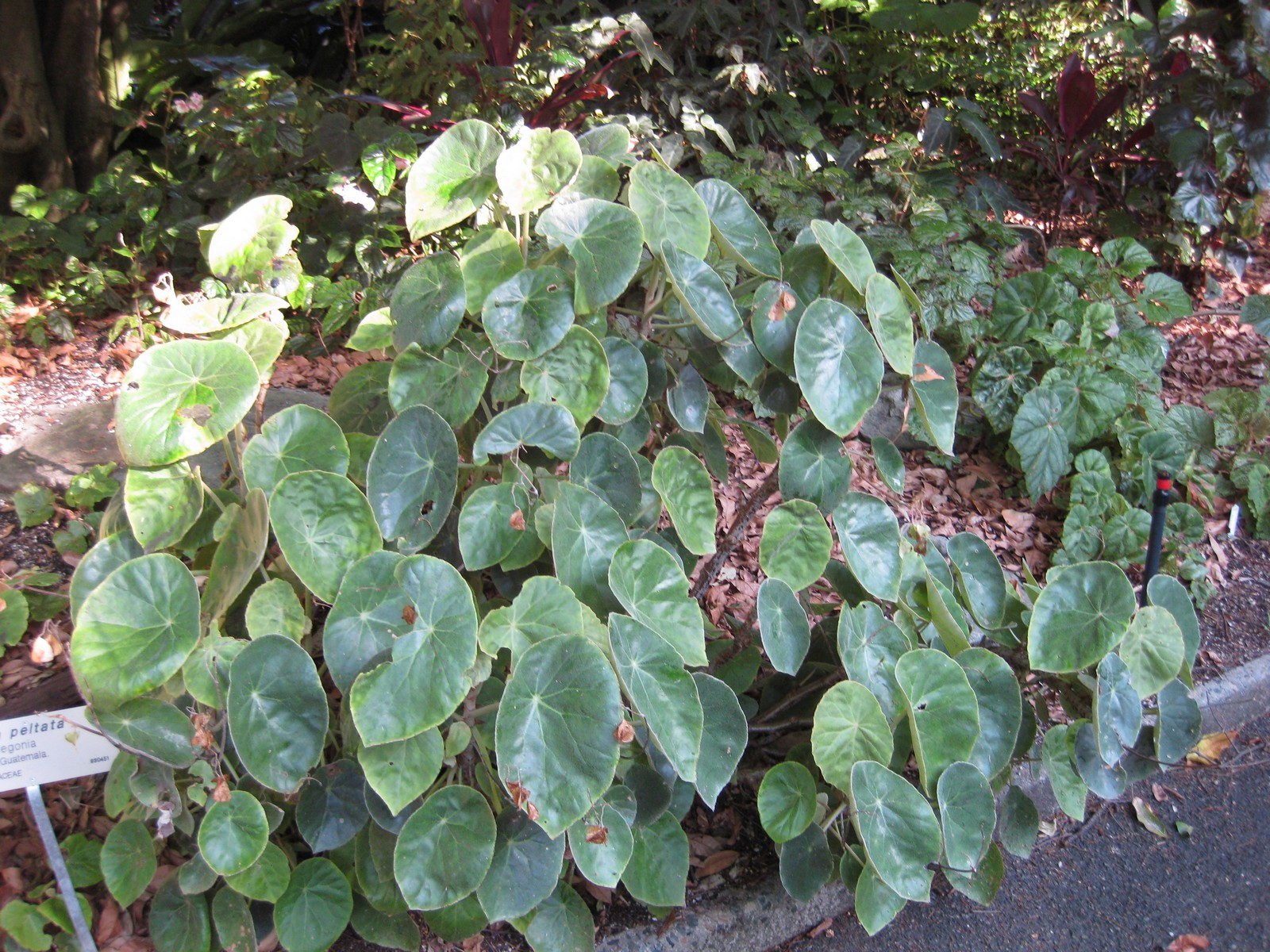
Seerosenblättrige Begonie (Begonia peltata)

## Systematik
Der Gattungsname Begonia wurde bereits 1753 durch Carl von Linné in Species Plantarum, 2, Seite 1056 veröffentlicht. Typusart ist Begonia obliqua L. Der Gattungsname Begonia ehrt Michel Bégon, einen Reisegefährten des Botanikers Charles Plumier.
Zur Systematik der Begonien siehe dort. Die artenreiche Gattung Begonien (Begonia) wird in 66 Sektionen gegliedert. Es gibt über 1800 Begonia-Arten. Eine vollständige Liste der etwa 1830 (Stand 2018) anerkannten Arten findet sich bei Rafaël Govaerts (Hrsg.): World Checklist of Selected Plant Families = WCSP.
Zu folgenden Arten existieren eigene Artikel:
- Wimpern-Begonie (Begonia bowerae Ziesenh.) (Sektion Gireoudia)
- Begonia corallina Carrière (Sektion Gaerdtia)
- Begonia eiromischa Ridl. (Sektion Ridleyella)
- Begonia microsperma Warb. (Sektion Loasibegonia)
- Begonia prismatocarpa Hook. (Sektion Loasibegonia)
- Begonia rajah Ridl. (Sektion Reichenheimia)
- Begonia salaziensis (Gaudich.) Warb. (Sektion Mezierea)

## Nutzung
Sorten einiger Arten und Hybriden werden als Zierpflanzen in Parks, Gärten, Balkonen und Räumen verwendet. Bei vielen Sorten sind die dekorativen Blüten der Grund für ihre Verwendung und bei einigen anderen die interessanten Laubblätter. Neben den Hybriden werden Sorten beispielsweise der Arten Fuchsien-Begonie (Begonia fuchsioides), Winterharte Begonie (Begonia grandis subsp. grandis) auf Grund der Blüten angepflanzt. Zu den sogenannten „Blattbegonien“ gehören beispielsweise: Weißgefleckte Begonie (Begonia ×albopicta = Begonia maculata × Begonia olbia), Wimpern-Begonie (Begonia bowerae) Engelsflügel-Begonie (Begonia coccinea), Kidney-Begonie (Begonia ×erythrophylla = Begonia hydrocotylifolia × Begonia manicata), Ordens-Begonie (Begonia masoniana), Metallische Begonie (Begonia incarnata Link & Otto, Syn.: Begonia metallica W.G.Sm.), Rex-Begonie oder Königs-Begonie (Begonia-Rex-Hybriden).
Weit verbreitet als Zierpflanzen sind verschiedene Gruppen von Hybriden:
- Begonia-Semperflorens-Hybriden oder Eisbegonien genannt,
- Elatior-Begonien (Begonia ×hiemalis Fotsch, Syn.: Begonia ×elatior hort., Begonia-Elatior-Hybriden),
- Knollenbegonien (Begonia-Tuberhybrida)